# Linia 1 metra w Atenach
Linia 1 metra w Atenach – najstarsza z trzech linii metra w Atenach, biegnąca z Kifisja do Pireusu, przez stacje Omonia i Monastyraki. Przedsiębiorstwo S.A.P po raz pierwszy otworzyło linię między Pireusem i Fisio w dniu 27 stycznia 1869.